# 淡纹射线青螺
淡纹射线青螺（学名：Patelloida signata）
是一種屬於莲花青螺科拟帽贝属的笠貝海螺。
舊屬原始腹足目，今屬笠形腹足支序。

## 簡述
殼近圓形，笠形，殼頂朝前端，高度適中。殼表有放射肋及成長線交織成的網目狀刻紋，白色、黃綠色、綠褐色放射色帶規則相間分佈。。

## 分佈
主要分布于越南的慶和省和廣義省及台湾，常栖息在潮间带岩礁区。